# 海尔特·布儒瓦
海尔特·布儒瓦（荷蘭語：Geert Bourgeois，荷蘭語發音：[ˈɣeːrd buːrˈʒwaː]；1951年7月6日—），比利时律师、政治人物。布儒瓦在1977年当选为伊泽海姆市议会成员，首次涉入政界。1995年，他当选为比利时众议院议员，并在1999年和2003年连任，直到2004年7月他当选为弗拉芒议会議员。2001年创立了新弗拉芒联盟党并任创党主席。
自2004年7月以来，布儒瓦在佛兰芒政府担任行政事务、外交政策、媒体和旅游部長。2008年9月22日被迫辞职。2009年地区选举之后，新弗拉芒联盟与基民党和社会党人士合组了联合政府。布儒瓦担任副大臣兼弗兰德行政事务部长。2014年起任弗拉芒大区首席大臣，2019年改任歐洲議會議員。布儒瓦是弗拉芒民族主义者，主张弗拉芒大区从比利时独立。